# تاسوکی (هامون)
تاسوکی روستایی است در بخش مرکزی شهرستان هامون، استان سیستان و بلوچستان.
این روستا در ۶۵ کیلومتری جنوب شهرمحمدآباد مرکز شهرستان هامون و در منطقه‌ای دشت قرار دارد. ارتفاع آن از سطح دریا ۴۷۵ متر و آب و هوای آن گرم و خشک است.

## منبع
- کتاب گیتاشناسی ایران جلد سوم- عباس جعفری – چاپ ۱۳۸۴